# San Lorenzo (Paraguay)
San Lorenzo is een stad en een gemeente (in Paraguay un distrito genoemd) in het Paraguayaanse departement Central.
San Lorenzo heeft 256.000 inwoners, qua inwoneraantal de vierde grootste stad van het land.
De campus van de Universidad Nacional de Asunción is er gevestigd. San Lorenzo is tevens een rooms-katholiek bisdom.